# Завірюхін Ігор Анатолійович
І́гор Анато́лійович Завірю́хін, позивний «Дід» (нар. 3 січня 1957 — 30 січня 2015, Рідкодуб, Донецька область) — радянський і український військовик, розвідник, інструктор Збройних сил України, майор у відставці, доброволець 25-го окремого мотопіхотного батальйону «Київська Русь» (до жовтня 2014 — 25-й батальйон територіальної оборони «Київська Русь»), загинув у бою у війні на сході України.

## Життєпис
Після закінчення школи Ігор Завірюхін вступив до Рязанського командного військового училища. Брав участь у військових діях у Грузії, Афганістані, Закавказзі. 1991 року вийшов на пенсію. З 1980-х проживав у місті Бровари. Після виходу на пенсію займався приватним охоронно-детективним бізнесом, був директорам ТОВ «Альянс-Альфа». Після п'ятдесяти почав глибоко вивчати філософію та світові релігії.
За даними бойового побратима Іси Курмагамедова, у 1979 році вони разом із Ігорем Завірюхіним служили у радянській бригаді спецпризначення у Грузії.
Зі слів доньки, Ігор Завірюхін працював в охоронній фірмі. Одночасно тренував молодь у Броварах і Великій Димерці, давав уроки з єдиноборств і тактики бою.
З початком бойових дій на сході України їздив до зони АТО як волонтер, тренував бійців добровольчих батальйонів МВС, сам партизанив під Слов'янськом. Потім залишився на добровольчих засадах у 25-му батальйоні територіальної оборони Київської області «Київська Русь», як боєць та інструктор, навчав молодих розвідників. Офіційно зарахований до 25-го батальйону у вересні 2014 року на посаду офіцера по зв'язках з громадськістю.

### Загибель
У грудні 2014 року Ігоря та його бойових товаришів відправили додому на ротацію, а вже в січні терміново викликали до зони проведення АТО на дебальцівський фронт. Їх відправили у Нікішине, де вони мали замінити бійців зі 128-ї бригади, але там вже були війська противника. Командування наказало відходити на Рідкодуб, але й там вже були бої. 30 січня 2015 року в одному з дворів Рідкодуба Ігор Завірюхін від вибуху міни був поранений осколком у голову та загинув на місці. Тіло бійця вдалося вивезти з поля бою лише через місяць, після переговорів. Передача відбулася під Горлівкою. За умовами терористів, від української сторони був тільки один парламентар — ветеран-«афганець» Іса Курмагамедов.
28 лютого 2015 року тіло загиблого Ігоря Завірюхіна привезли до Київської області. Цього дня з ним попрощались у Броварах і поховали у селі Велика Димерка.
15 червня 2022 року на війні загинув його син Михайло Завірюхін.

## Вшанування
25 грудня 2015 року указом Президента України посмертно нагороджений орденом Богдана Хмельницького III ступеня — «за особисту мужність і самовідданість, виявлені у захисті державного суверенітету та територіальної цілісності України, високий професіоналізм, вірність військовій присязі».
25 грудня 2015 року на честь загиблого бійця назвали вулицю Ігоря Завірюхіна у Броварах.
Вшановується в меморіальному комплексі «Зала пам'яті», в щоденному ранковому церемоніалі 30 січня.